# Barnahátú rövidszárnyúrigó
A barnahátú rövidszárnyúrigó (Heteroxenicus stellatus) a madarak osztályának verébalakúak (Passeriformes) rendjébe és a légykapófélék (Muscicapidae) családjába tartozó Heteroxenicus nem egyetlen faja.

## Rendszerezése
A fajt John Gould angol ornitológus írta le 1868-ban, Brachypteryx (Drymochares) stellatus néven. Egyes szervezetek jelenleg is a Brachypteryx nembe sorolják Brachypteryx stellatus néven.

## Alfajai
- Heteroxenicus stellatus fuscus (Delacour & Jabouille, 1930)
- Heteroxenicus stellatus stellatus (Gould, 1868)[2]

## Előfordulása
Ázsiában, Bhután, Kína, India, Mianmar, Nepál és Vietnám területén honos. Természetes élőhelyei szubtrópusi és trópusi hegyi esőerdők és magaslati cserjések, sziklás környezetben. Magassági vonuló faj.

## Megjelenése
Testhossza 13 centiméter, testtömege 19-23 gramm. Fent gesztenyebarna színű, alul sötétszürke, hasán apró fehér foltok vagy csillagok találhatóak.

## Természetvédelmi helyzete
Az elterjedési területe rendkívül nagy, egyedszáma ugyan csökken, de még nem éri el a kritikus szintet. A Természetvédelmi Világszövetség Vörös listáján nem fenyegetett fajként szerepel.